# BPR Global GT
BPR Global GT (иногда также упоминается как BPR Global GT Endurance Series или BPR) — это, ныне не существующее, соревнование для машин класса GT, проводимое на различных трассах мира в 1994-96 годах.
В сезоне-1997 соревнование заменила серия FIA GT.

## История

### Название
Проект основан Юргеном Бартом, Патриком Петером и Стефаном Рателем. Этот факт нашёл отражение в названии серии в виде аббревиатуры из первых букв их фамилий.

### Создание
В 1992-м году прекратил своё существование Чемпионат мира в гонках на выносливость, отрезав от крупнейшего автоспорта целый класс техники. Существовали лишь многочисленные национальные чемпионаты и некоторые одноэтапные кубки для почти идентичной техники.
Период небытия в этом классе автоспорта продержался недолго — уже к 1994-му году представители французского автопроизводителя Venturi Петер и Ратель, а также уполномоченный немецкого чемпионата Porsche Барт проработали все аспекты новой серии. В этом же году был проведён пробный сезон.

### Недолгая жизнь
В первый год было проведено восемь этапов (6 — в Европе и 2 — в Азии). Критерий длительности гонок был не одинаков: где-то пилотов обязали пробыть на трассе определённое время, а где-то определённую дистанцию. Самая длинная гонка по времени длилась 4 часа, по дистанции — 1000 километров. Пелотон первых этапов состоял из Porsche и Venturi, подготовленных под требования различных классов. Позднее на старт стали заявлять и другие машины: Ferrari F40, Lotus Esprit и Callaway Corvette.
В 1995 году календарь расширился в 1,5 раза за счёт новых европейских этапов. В чемпионате появились новые производители: на старт вышли такие суперкары, как McLaren F1 GTR, Ferrari F40 GTE и Jaguar XJ220; в более младшем классе были заявлены Porsche 911 GT2 и De Tomaso Pantera.
К сезону-1996 был постепенно пересмотрен спортивный регламент серии: на старт были допущены лишь те автомобили, что удовлетворяли двум старшим классам первенства GT. Машины младших категорий были отправлены обратно в национальные серии.
В 1996 году внимание к серии достигло высшей точки: всё больше производителей стало омологировать свои автомобили под требования серии. На проект обратила внимание FIA, взяв на себя управление чемпионатом. Коммерческие права, при этом, сохранил за собой Стефан Ратель. Новый чемпионат получил название FIA GT и был впервые проведён в 1997 году.

### Дальнейшие проекты
Хотя проект BPR был фактически закрыт в прежнем виде он и дальше подавал признаки жизни: во Франции Патрик Петер, совместно с французской автофедерацией FFSA создал новую серию, получившую название FFSA GT. Техника серии была чуть менее мощна, чем в эпоху BPR, но как и тогда допускала множество зачётных групп.
Не забыл о том проекте и Стефан Ратель — созданная им компания SRO запустила в 1998 году евросерию GTR в качестве более дешёвой аналога FIA GT для частных команд. Как и в годы BPR гонки серии продолжались по четыре часа (гонки чемпионата FIA к тому времени сократились до 500 км). Однако проект оказался малопривлекательнм, прекратив существование уже по ходу дебютного сезона. Пыл Рателя это, тем не менее, не остудило: SRO в дальнейшем организовала несколько национальных чемпионатов для техники этого класса.

## Регламент
В отличие от WSC, на старт чемпионата BPR допускались модифицированные серийные машины, а не специально построенные под регламент серии спортпрототипы. Соответственно, одним из критерием допуска той или иной модели на старт являлась возможность свободной покупки определённого количества её экземпляров для повседневного использования. Другим критерием была модификация машины под требования одного из классов (GT1, GT2, GT3, GT4). Чем старше был класс, тем более глубокие и дорогие изменения позволялись.
В регламенте чемпионата были оговорены и другие вещи: так при каждой выставленной на старт машине должны быть заявлены не менее двух пилотов, каждый из которых должен был провести за рулём по ходу гонок определённое время.

## Чемпионы серии
Несмотря на то, что гонки чемпионата проводились для различных классов, чемпионский титул присуждался лишь для двух — абсолютного личного и абсолютного командного.
|      | Личный зачёт            | Командный зачёт         | Командный зачёт         |
| ---- | ----------------------- | ----------------------- | ----------------------- |
| 1994 | Титулы не разыгрывались | Титулы не разыгрывались | Титулы не разыгрывались |
| 1995 | Томас Бшер Джон Нильсен | David Price Racing      | McLaren F1 GTR          |
| 1996 | Рэй Беллм Джеймс Уивер  | GTC Competition         | McLaren F1 GTR          |